# ان‌جی‌سی ۶۰۸۶
ان‌جی‌سی ۶۰۸۶ (انگلیسی: NGC 6086) نام یک کهکشان در صورت فلکی تاج شمالی است.